# Milla Jovovich
Milica Bogdanovna Jovovich (/ˈjoʊvəvɪtʃ/ YOH-və-vich; sinh ngày 17, tháng 12 năm 1975) là một nữ diễn viên,người mẫu và nhạc sĩ người Mỹ. Cô đã xuất hiện trong nhiều bộ phim khoa học viễn tưởng và phim hành động. Năm 2004, cô được tạp chí Forbes Bình chọn là nữ diễn viên có thù lao cao nhất thế giới.Năm 2006, cô dẫn đầu kênh âm nhạc VH1 và là "nữ hoàng của kick-butt"..
Sinh ra ở Kiev và mang trong mình hai dòng máu Nga và Montenegro, có mẹ là Galina Aleksandrovna Loginova, một nữ diễn viên nổi tiếng vào thời Liên Xô, Jovovich di cư với bố mẹ đến London khi cô năm tuổi và sau đó di cư đến Sacramento, California, định cư tại Los Angeles bảy tháng sau đó. Năm 1987, cô bắt đầu làm người mẫu từ năm 12 tuổi khi Herb Ritts chụp ảnh cô cho trang bìa tạp chí Lei của Ý. Richard Avedon đã giới thiệu cô cho quảng cáo "Người phụ nữ đáng nhớ nhất trên thế giới" của Revlon. Năm 1988, Jovovich đóng vai đầu tiên trong phim The Night Train to Kathmandu và năm đó cũng xuất hiện trong bộ phim truyện đầu tiên của cô, Two Moon Junction.
Jovovich đã thu hút sự chú ý khi đống vai diễn phim lãng mạn năm 1991 Return to the Blue Lagoon, khi cô mới 15 tuổi. Cô được đánh giá có bước đột phá với vai diễn trong bộ phim khoa học viễn tưởng năm 1997 The Fifth Element của Pháp do Luc Besson viết kịch bản và đạo diễn. Cô và Besson kết hôn năm đó, nhưng sớm ly dị. Cô đóng vai chính nữ anh hùng và kẻ tử đạo trong The Messenger: The Story of Joan of Arc (1999). của Besson.
Năm 2002, Jovovich đóng vai chính trong bộ phim kinh dị khoa học viễn tưởng Resident Evil, được chuyển thể từ loạt trò chơi điện tử cùng tên. Phim nhận được những nhận xét tiêu cực từ các nhà phê bình, nhưng đã thành công về mặt thương mại. Cô diễn lại vai diễn của mình trong năm phần tiếp theo, tất cả trong dòng phim hành động kinh dị khoa học viễn tưởng, được thực hiện giữa năm 2004 và năm 2016.
Jovovich đã phát hành một album, The Divine Comedy, vào năm 1994. Cô tiếp tục phát hành các bản demo cho các bài hát khác trên trang web chính thức của mình và đóng góp cho soundtracks phim. Năm 2003, cô và người mẫu Carmen Hawk đã tạo ra dòng quần áo Jovovich-Hawk. Jovovich có công ty sản xuất riêng của mình, Creature Entertainment.

## Sự nghiệp người mẫu
Milla jovovich bắt đầu sự nghiệp người mẫu năm 11 tuổi và tiếp tục sự nghiệp với những chiến dịch quảng cáo danh tiếng cho L'Oréal cosmetics, Banana Republic, Christian Dior, Donna Karan và Versace. năm 2004 cô đứng đầu danh sách Những Siêu Mẫu Giàu Nhất Thế giới do tạp chí Forbes bình chọn với số tiền kiếm được là 10.5 triệu USD/ năm. Cũng trong năm đó cô xếp hạng 69 trong top 100 của tạp chí Maxim.

## Sự nghiệp diễn xuất
Năm 1988 cô có vai diễn chuyên nghiệp đầu tiên trong bộ phim truyền hình The Night Train to Kathmandu. Sau đó một năm, vào năm 1989 cô có vai diễn trong bộ phim điện ảnh đầu tiên của mình Two Moon Junction, theo sau là nhiều lần xuất hiện trên truyền hình trong bộ phim truyền hình Married with Children. Cô nhận được nhiều sự chú ý từ sau bộ phim tình cảm lãng mạn Return to the blue lagoon (1991). năm 1997 Milla diễn cùng tài tử Bruce willis trong bộ phim khoa học viễn tưởng The Fifth Element và năm 1999 cô vào vai Joan Of Arc trong bộ phim The Messenger: The Story of Joan of Arc. Vào năm 2002, cô vào vai chính trong bộ phim dược chuyển thể từ trò chơi điện tử cùng tên Resident evil - một trò chơi rất ăn khách trên hệ máy Playstation, bộ phim có ba phần tiếp theo là Resident Evil: Apocalypse (2004), Resident evil: Extinction (2007) và Resident Evil: Afterlife (2010), năm 2009 là một năm bận rộn của cô với 2 bộ phim sắp ra mắt (A perfect getaway và The 4th Kind) và 2 bộ phim đang trong giai đoạn sản xuất (Azazel và stone). trong suốt cả sự nghiệp diễn xuất của mình cô đã có tổng cộng tám đề cử tuy nhiên cô chưa thắng được đề cử nào.

## Sự nghiệp thiết kế thời trang
Năm 2003 cô và siêu mẫu Carmen Hawk đã thành lập một công ty thời trang mang tên Jovovich-Hawk với vai trò là nhà thiết kế chính.

## Đời tư
Hiện cô đang sống chung với chồng - đạo diễn nhà viết kịch bản nổi tiếng Paul W. S. Anderson (người là đạo diễn và cũng là nhà viết kịch cho seri phim Resident Evil mà cô thủ vai chính) tại L.A và New York. 3/11/2007 cô hạ sinh một bé gái - con của cô và Paul W. S. Anderson - tên là Ever Gabo Anderson.
Cô tập yoga, võ thuật và ngồi thiền, cô thích chơi ghita, viết nhật ký, thơ và viết lời cho các bài hát.
Cô nói được 4 thứ tiếng tiếng Anh, tiếng Pháp, tiếng Nga và tiếng Serbia.

## Các phim đã tham gia
| Denotes productions that have not yet been released | Phim chưa công chiếu |

| Năm  | Tựa đề                                                                    | Vai diễn                        | Đạo diễn                           | Ghi chú                      |
| ---- | ------------------------------------------------------------------------- | ------------------------------- | ---------------------------------- | ---------------------------- |
| 1988 | Two Moon Junction                                                         | Samantha Delongpre              | Zalman King                        |                              |
| 1991 | Return to the Blue Lagoon                                                 | Lilli Hargrave                  | William A. Graham                  | [ 14 ]                       |
| 1992 | Kuffs                                                                     | Maya Carlton                    | Bruce A. Evans                     |                              |
| 1992 | Chaplin                                                                   | Mildred Harris                  | Richard Attenborough               |                              |
| 1993 | Dazed and Confused                                                        | Michelle Burroughs              | Richard Linklater                  |                              |
| 1996 | The Mirror Has Two Faces                                                  | Girl in Commercial              | Barbra Streisand                   | Uncredited Cameo             |
| 1997 | The Fifth Element                                                         | Leeloo de Sabat                 | Luc Besson                         | [ 15 ]                       |
| 1998 | He Got Game                                                               | Dakota Burns                    | Spike Lee                          | [ 16 ]                       |
| 1999 | The Messenger: The Story of Joan of Arc                                   | Joan of Arc                     | Luc Besson                         |                              |
| 2000 | The Claim                                                                 | Lucia                           | Michael Winterbottom               |                              |
| 2000 | The Million Dollar Hotel                                                  | Eloise                          | Wim Wenders                        |                              |
| 2001 | Zoolander                                                                 | Katinka Ingaborgovinanana       | Ben Stiller                        | [ 17 ]                       |
| 2002 | Resident Evil                                                             | Alice                           | Paul W. S. Anderson                |                              |
| 2002 | You Stupid Man                                                            | Nadine                          | Brian Burns                        |                              |
| 2003 | Dummy                                                                     | Fangora "Fanny" Gurkel          | Greg Pritikin                      |                              |
| 2003 | No Good Deed                                                              | Erin                            | Bob Rafelson                       |                              |
| 2004 | Resident Evil: Apocalypse                                                 | Alice                           | Alexander Witt                     |                              |
| 2005 | Needlework Pictures Presents Francesco Vezzoli in Gore Vidal's 'Caligula' | Julia Drusilla                  | Francesco Vezzoli                  | Short film                   |
| 2006 | Ultraviolet                                                               | Violet Song Jat Shariff         | Kurt Wimmer                        | [ 18 ]                       |
| 2006 | .45                                                                       | Kat                             | Gary Lennon                        |                              |
| 2007 | Resident Evil: Extinction                                                 | Alice                           | Russell Mulcahy                    | [ 19 ]                       |
| 2008 | Palermo Shooting                                                          | Herself                         | Wim Wenders                        |                              |
| 2009 | A Perfect Getaway                                                         | Cydney Anderson                 | David Twohy                        | [ 20 ]                       |
| 2009 | The Fourth Kind                                                           | Dr. Abigail "Abbey" Tyler       | Olatunde Osunsanmi                 | [ 21 ]                       |
| 2010 | Stone                                                                     | Lucetta Creeson                 | John Curran                        |                              |
| 2010 | Resident Evil: Afterlife                                                  | Alice                           | Paul W. S. Anderson                | [ 22 ]                       |
| 2010 | Dirty Girl                                                                | Sue-Ann Edmondston              | Abe Sylvia                         | [ 23 ]                       |
| 2011 | Lucky Trouble                                                             | Nadya                           | Levan Gabriadze                    | Russian-language             |
| 2011 | Bringing Up Bobby                                                         | Olive                           | Famke Janssen                      | [ 24 ]                       |
| 2011 | The Three Musketeers                                                      | Milady de Winter                | Paul W. S. Anderson                | [ 25 ]                       |
| 2011 | Faces in the Crowd                                                        | Anna Marchant                   | Julien Magnat                      | Also executive producer,     |
| 2012 | Resident Evil: Retribution                                                | Alice                           | Paul W. S. Anderson                | [ 27 ]                       |
| 2014 | Cymbeline                                                                 | The Queen                       | Michael Almereyda                  | [ 28 ]                       |
| 2015 | Phản sát                                                                  | Kate Abbott                     | James McTeigue                     | [ 29 ]                       |
| 2015 | A Warrior's Tail                                                          | Savva                           | Maxim Fadeev                       | Voice only (English version) |
| 2016 | Trai đẹp lên sàn                                                          | Katinka Ingaborgovinanana       | Ben Stiller                        | [ 30 ]                       |
| 2016 | Vùng đất quỷ dữ: Hồi cuối                                                 | Alice / Alicia Marcus           | Paul W. S. Anderson                | [ 31 ] [ 32 ]                |
| 2017 | Shock and Awe                                                             | Vlatka                          | Rob Reiner                         | [ 33 ]                       |
| 2018 | Future World                                                              | The Drug lord                   | James Franco & Bruce Thierry Chung | [ 34 ]                       |
| 2019 | Paradise Hills                                                            | The Duchess                     | Alice Waddington                   | [ 35 ]                       |
| 2019 | Hellboy                                                                   | Vivienne Nimue, the Blood Queen | Neil Marshall                      | [ 36 ] [ 37 ]                |
| 2019 | The Rookies                                                               | Senior Agent Bruce              | Alan Yuen                          |                              |
| 2020 | Thợ săn quái vật                                                          | Captain Natalie Artemis         | Paul W. S. Anderson                | [ 38 ]                       |

| Năm  | Tựa đề                       | Vai trò                           | Ghi chú                                                     |
| ---- | ---------------------------- | --------------------------------- | ----------------------------------------------------------- |
| 1988 | The Night Train to Kathmandu | Lily McLeod                       | TV film                                                     |
| 1988 | Paradise                     | Katie                             | Episode: "Childhood's End"                                  |
| 1989 | Married... with Children     | Yvette                            | Episode: "Fair Exchange"                                    |
| 1990 | Parker Lewis Can't Lose      | Robin Fecknowitz                  | Episode: "Pilot"                                            |
| 2002 | King of the Hill             | Serena Shaw                       | Episode: "Get Your Freak Off"                               |
| 2009 | Project Runway               | Herself                           | Episode: "Around the World in Two Days"                     |
| 2016 | Lip Sync Battle              | Herself                           | Episode: "Milla Jovovich vs. Ruby Rose"                     |
| 2018 | Robot Chicken                | Nanny McPhee/Megan Hipwell/Mintie | Voice Episode: "We Don't See Much of That in 1940s America" |

| Year | Title                          | Voice                   |
| ---- | ------------------------------ | ----------------------- |
| 1998 | The Fifth Element              | Leeloo de Sabat         |
| 2020 | Monster Hunter World: Iceborne | Captain Natalie Artemis |

| Year | Song                  | Artist        |
| ---- | --------------------- | ------------- |
| 1998 | "If You Can't Say No" | Lenny Kravitz |
| 2013 | "I Wanna Be a Warhol" | Alkaline Trio |
| 2016 | "Signal"              | Sohn          |
| 2018 | "Withorwithout"       | Parcels       |